# Fabrice Pancrate
Fabrice Pancrate (ur. 2 maja 1980 w Paryżu) – piłkarz francuski pochodzenia martynikańskiego grający na pozycji napastnika.

## Kariera klubowa
Pancrate urodził się w Paryżu, a karierę piłkarską rozpoczął w amatorskim klubie Villepinte. Następnie odszedł do grającego w trzeciej lidze CS Louhans-Cuiseaux, ale w pierwszym zespole zadebiutował dopiero w sezonie 1999/2000, już po awansie klubu do Ligue 2. Nie przebił się do pierwszego składu, jednak latem 2000 odszedł do pierwszoligowego En Avant Guingamp. 28 kwietnia 2001 zadebiutował w Ligue 1 w przegranym 0:2 meczu z Bastią, jednak przez dwa lata nie wywalczył miejsca w wyjściowej jedenastce Guingamp i rozegrał zaledwie 6 spotkań w lidze.
Latem 2002 roku Fabrice odszedł z Guingamp i przeszedł do drugoligowego wówczas Le Mans FC. 3 sierpnia wystąpił w barwach Le Mans po raz pierwszy, a piłkarze tego klubu pokonali 1:0 na wyjeździe Amiens SC. Był podstawowym zawodnikiem zespołu i w 2003 roku wywalczył z nim awans do Ligue 1, a w sezonie 2003/2004 spadł z tym klubem do Ligue 2.
Pancrate był jednak jednym z czołowych graczy Le Mans i po spadku drużyny przeszedł za 3 miliony euro do ówczesnego wicemistrza Francji, Paris Saint-Germain. W stołecznym zespole zadebiutował 19 września w przegranym 0:2 spotkaniu z AS Monaco. Z PSG wystąpił w fazie grupowej Ligi Mistrzów, a przez cały sezon był partnerem w ataku Portugalczyka Paulety. Także w sezonie 2005/2006 grał w podstawowym składzie PSG.
W trakcie sezonu 2006/2007 Pancrate stracił miejsce w składzie PSG i na początku 2007 roku został wypożyczony do hiszpańskiego Realu Betis. W Primera División po raz pierwszy wystąpił 4 lutego w meczu z Athletic Bilbao (2:1) i w debiucie zdobył gola, jednak w dalszej części sezonu rozegrał tylko 6 spotkań i zaliczył żadnego trafienia.
Latem 2007 Fabrice ponownie został wypożyczony, tym razem do FC Sochaux-Montbéliard. 15 września wystąpił w meczu  z RC Strasbourg (0:0), a w 15. kolejce, w meczu z AS Saint-Étienne doznał kontuzji i wrócił na mecz z Olympique Lyon (1:4) i zdobył w nim jedynego gola w barwach Sochaux. W 2008 roku Pancrate powrócił do PSG z wypożyczenia. W 2009 roku przeszedł do Newcastle United. W 2011 roku najpierw grał w AE Larisa, a następnie w FC Nantes, w którym w 2014 zakończył karierę.
| Sezon   | Klub                | Kraj      | Rozgrywki     | Mecze | Bramki | Rozgrywki Europy   | Mecze | Bramki |
| ------- | ------------------- | --------- | ------------- | ----- | ------ | ------------------ | ----- | ------ |
| 1999/00 | CS Louhans-Cuiseaux | Francja   | Division 2    | 2     | 0      | -                  | -     | -      |
| 2000/01 | En Avant Guingamp   | Francja   | Division 1    | 3     | 0      | -                  | -     | -      |
| 2001/02 | En Avant Guingamp   | Francja   | Division 1    | 3     | 0      | -                  | -     | -      |
| 2002/03 | Le Mans FC          | Francja   | Ligue 2       | 28    | 3      | -                  | -     | -      |
| 2003/04 | Le Mans FC          | Francja   | Ligue 1       | 36    | 5      | -                  | -     | -      |
| 2004/05 | Paris Saint-Germain | Francja   | Ligue 1       | 29    | 5      | Liga Mistrzów UEFA | 5     | 1      |
| 2005/06 | Paris Saint-Germain | Francja   | Ligue 1       | 29    | 3      | -                  | -     | -      |
| 2006/07 | Paris Saint-Germain | Francja   | Ligue 1       | 15    | 1      | Liga Europy UEFA   | 4     | 0      |
| 2006/07 | Real Betis (wyp.)   | Hiszpania | Liga BBVA     | 7     | 1      | -                  | -     | -      |
| 2007/08 | FC Sochaux (wyp.)   | Francja   | Ligue 1       | 18    | 1      | Liga Europy UEFA   | 2     | 0      |
| 2008/09 | Paris Saint-Germain | Francja   | Ligue 1       | 22    | 1      | Liga Europy UEFA   | 9     | 0      |
| 2009/10 | Newcastle United    | Anglia    | Championship  | 16    | 1      | -                  | -     | -      |
| 2010/11 | AE Larisa           | Grecja    | League Ellada | 8     | 1      | -                  | -     | -      |
| 2011/12 | FC Nantes           | Francja   | Ligue 2       | 24    | 7      | -                  | -     | -      |
| 2012/13 | FC Nantes           | Francja   | Ligue 2       | 23    | 3      | -                  | -     | -      |
| 2013/14 | FC Nantes           | Francja   | Ligue 1       | 13    | 0      | -                  | -     | -      |